# Gaspare Tagliacozzi
Gaspare Tagliacozzi (seu sobrenome também foi soletrado Taliacotius, Tagliacoze ou Tagliacozzio; Bolonha, março de 1545 - Bolonha, 7 de novembro de 1599) foi um cirurgião italiano, pioneiro da cirurgia plástica e reconstrutiva.

## Biografia
Tagliacozzi nasceu em Bolonha.
Tagliacozzi começou seus estudos médicos em 1565. Estudou na universidade de Bolonha sob Gerolamo Cardano para a medicina, Ulisse Aldrovandi para ciências naturais e Júlio César Aranzi para a anatomia. Aos vinte e quatro anos, obteve seu diploma em filosofia e medicina.

## Carreira
Ele foi então nomeado professor de cirurgia e depois foi nomeado professor de anatomia. Ensinou no Archiginnasio de Bolonha. O anfiteatro em que Tagliacozzi ensinou foi severamente danificado pelos bombardeamentos americanos durante a Segunda Guerra Mundial. O teatro foi reconstruído e atualmente abriga uma estátua de madeira de Tagliacozzi. É nesta sala que Tagliacozzi ensinou até 1595.
Em 1568, dois anos antes de se formar, Tagliacozzi começou a praticar no Hospital da Morte, que era uma espécie de clínica para estudantes, uma vez que estava perto do Archiginnasio. O hospital era dirigido por uma Irmandade da Morte cujo trabalho era visitar prisões e consolar os condenados à morte. Através desta irmandade Tagliacozzi procurou os corpos de prisioneiros executados para uso em dissecções. Em sua vontade, Tagliacozzi deu a responsabilidade de seu enterro para a irmandade.
Melhorou o trabalho do cirurgião siciliano Gustavo Branca e seu filho Antonio (que viveu em Catania no século XV) e desenvolveu o chamado "método italiano" de reconstrução nasal. Sua obra principal é intitulada De Curtorum Chirurgia per Insitionem (1597) ("Sobre a cirurgia de mutilação por enxerto"). Neste livro, ele descreveu em grande detalhe os procedimentos que estavam sendo realizados empiricamente pelas famílias Branca e Vianeo da Sicília desde o século 15 DC. O trabalho deu-lhe a honra de ser um dos primeiros cirurgiões plásticos e uma citação do livro tornou-se sinônimo de cirurgia plástica. "Nós restauramos, reconstruímos e fazemos inteiras as partes que a natureza deu, mas que a fortuna tirou." Não tanto para deleitar os olhos, mas para estimular o espírito e ajudar a mente dos aflitos. "

## Morte
Tagliacozzi morreu em Bolonha em 7 de novembro de 1599 e foi enterrado na igreja das freiras de São João Batista como havia ordenado em sua vontade. No dia 26 do mesmo mês realizou-se uma solene missa na mesma igreja em sua honra, à qual assistiram todos os doutores colegiados. Durante a cerimônia Muzio Piacentini, um colega de Tagliacozzi, deu a oração fúnebre, enquanto alguns dos outros participantes recitar rimas de louvor

## Breve História do Método Italiano
Esta operação de reconstrução nasal (rinoplastia) foi desenvolvida na Itália devido à popularidade do duelo com pinças nos séculos XV, XVI e XVII. A invenção do método é acreditado para ser sobre cirurgiões Gustavo Branca e seu filho Antonio, que viveu em 1400 em Catania. Branca de Branca (o sénior) usou um retalho de pele da bochecha e anos mais tarde, seu filho Antonio Branca usou uma aba levantada do braço. Sugeriu-se que os métodos cirúrgicos reconstrutivos descritos no Sushruta Samhita, que foi traduzido para o árabe no século VIII, viajaram para a Itália e foram incorporados aos métodos descritos por Branca. A técnica foi então retomada na Calábria durante o século XVI pelos irmãos cirurgiões Peter e Paul Boiano (também chamado Vianeo). Este processo foi descrito pelo grande anatomista Andreas Vesalius (1514-1564), mas, incrivelmente errado, aconselhado a usar o músculo ea pele do braço para ajustar o nariz. O método italiano foi criticado por Gabriele Fallopio (1523-1562), uma vez que tal procedimento poderia forçar o paciente a permanecer com o braço imobilizado por muitos meses, eo resultado não era garantido como a pele muitas vezes se destacam. Tagliacozzi provavelmente conhecia o método de Boiano através da descrição de Leonardo Fioravanti. O método de Tagliacozzi foi praticado por Fortunio Liceti, que o menciona em De monstruorum nature caussis et differentiis de 1616, por Henricus Moinichen em Observationes Medical chirurgicae de 1691, pelo cirurgião Thomas Feyens à Universidade de Lovaina, que havia estudado em Bolonha com Tagliacozzi, Em sua obra De praecipuis Artis Chirurgicae controversiis, publicada posthumously em 1669. Mas esta operação diminuiu durante o século XVII em toda a Europa eo método de Tagliacozzi foi realmente esquecido, até que foi redescoberto e aplicado em 1800 pelo cirurgião alemão Karl Ferdinand von Graefe, Após o que foi utilizado até ao início do século XX.